# Mirnics Zsuzsa
Mirnics Zsuzsa (születési neve: Roncsák Zsuzsanna, Bácskossuthfalva, 1940. február 11. –) Neven-díjas vajdasági magyar író, újságíró, szerkesztő.

## Életrajza
A szülei Roncsák András és Tepliczki Zsuzsanna. Az általános iskolát 1947 és 1955 között Bácskossuthfalván végezte. 1959-ben szabadkai gimnáziumban érettségizett. 1959 és 1963 között az Újvidéki Egyetem Bölcsészettudományi Kar Magyar Tanszékén tanult tovább, ahol magyar nyelv és irodalom szakos tanári diplomát szerzett.
Ezután különböző újságoknál újságíróként, szerkesztőként és főszerkesztőként dolgozott: Magyar Szó (1963-1964), Ifjúság/Képes Ifjúság (1964-1970), (Dolgozók) Családi Kör (1970-1987), Jó Pajtás (1987-1997).
Jelenleg a Mézeskalács gyermeklap szerkesztője. A Magyarságkutató Tudományos Társaság könyvsorozatának társszerkesztője, a Pataki Gyűrű zsűrijének tagja.
A férje Mirnics Károly, szociológus, politológus; gyermekeik Károly (1962) és Zsuzsanna (1973).

## Munkái

### Regények, mesék
- Égig érő fák.  Illusztrálta Faragó Aranka. Újvidék, Forum Könyvkiadó, 1971.
- Ellopott csillagok. Illusztrálta Baráth Ferenc. Budapest, Móra Ferenc Könyvkiadó – Újvidék, Forum Könyvkiadó, 1973.
- Órásköz 12. Újvidék, Forum Könyvkiadó, 1979.
- Tavasz. In Jó Pajtás, Újvidék,1983 áprilisa.
- Valaki jár a kertben In: Érik a mese – Jugoszláviai magyar gyermekmesék. Újvidék, Forum Könyvkiadó, 1981.
- Szemüveges mese. In Érik a mese, Újvidék, Forum Könyvkiadó, 1981.
- Priča sa naočarima. Detinjstvo, 3-4. Novi Sad, 1984.
- Fogom a gombom. Szilveszteri tévéjáték gyerekeknek. Újvidéki Televízió
- Kapaszkodó. Illusztrálta Nemes Farkas Zsuzsa. Újvidék, Forum Könyvkiadó, 1988.
- Mesevirág. Történetek a legkisebbeknek. Illusztrálta Penovác Endre. Újvidék, Forum Könyvkiadó, 1998.
- Szelíd madarak érkezése. In Magyar szárnyvonalak – Határon túli prózaírók antológiája. Budapest, Present Könyv- és Lapkiadó, 1999.
- Valaki jár a kertben. In Tigrislélek – Válogatás a vajdasági magyar prózairodalomból. Illusztrálta Bicskei Anikó. Újvidék, Magyar Szó, Forum, Jó Pajtás, 2017.

### Novella, kispróza
- Az ablak. Magyar Szó, Újvidék, 1959 vagy 1960.
- Keserűség. Magyar Szó, 1989. június
- Szusszanás. Magyar Szó, Újvidék, 1981. január 16.
- Egyedüllét. Magyar Szó, Újvidék, 1981. január 31.
- Visszatérés. Magyar Szó, Újvidék, 1981. június 11.
- A lakás. Magyar Szó, Újvidék, 1981. július 1.
- Küldetés. Dolgozók hetilap, Újvidék, 1981. március 19. – 11. szám
- Készülődés. Magyar Szó, Újvidék, 1981
- Hűség (részlet). Hét Nap, Szabadka, 2010. január 20
- Horgolt csipke. Vajdasági Előretolt Helyőrség, irodalmi-kulturális folyóirat, Szabadka
- Mintha. Vajdasági Előretolt Helyőrség, irodalmi-kulturális folyóirat, Szabadka, 2019. augusztus
- Karácsony gyöngyökkel. Magyar Szó, Kilátó, Újvidék, 2017. dec. 23-26.
- Várakozás (részlet). Magyar Szó, Kilátó, Újvidék, 2018. márc.31- április 2.
- Évforduló. Vajdasági Előretolt Helyőrség, irodalmi-kulturális folyóirat, Szabadka. II. évfolyam, 9. szám, 2019.szept. 21.
- Covid. Vajdasági Előretolt Helyőrség, irodalmi-kulturális folyóirat, Szabadka, IV. évfolyam, 1. szám, 2021. jan. 16.
- Nyár a parton. Vajdasági Előretolt Helyőrség, irodalmi-kulturális folyóirat, Szabadka, 2020 szeptembere
- Az hol én elmegyek Vajdasági Előretolt Helyőrség, irodalmi-kulturális folyóirat, Szabadka, 2021. április
- Színtévesztés. In: Mi a magyar most, Vajdaságban? Magyar Szó, Újvidék, 2020. I. kötet, Széppróza
- Sebhely. Vajdasági Előretolt Helyőrség, irodalmi-kulturális folyóirat, Szabadka, 2022. július 16.
- Árvacsalán. Vajdasági Előretolt Helyőrség, irodalmi-kulturális folyóirat, Szabadka, 2022. október

### Tanulmányok
- Azonosságtudat és tankönyvpótlás. In Anyanyelvű oktatásunk. Szabadka, Magyarságkutató Tudományos Társaság, 1996.
- Koldusbotra jutott kisebbségi média. Tanulmány. In: Vajdasági marasztaló, Szabadka, Magyarságkutató Tudományos Társaság, 2000.
- Körkép a Vajdaságból – A Magyarságkutató Tudományos Társaság kiadványai. In Iskolakultúra 3., Pécsi Tudományegyetem, XII. évfolyam, 2002. március, 98-104. o.
- Amit elvitt, s amit meghagyott a vándortarisznya. In Sorskérdéseink – Válogatás a Magyar Szó vasárnapi rovatának írásaiból. Magyar Szó, Újvidék, 2003
- Környezetnyelv-tanulás – a tolerancia eszköze. In: Iskolakultúra 4. Pécsi Tudományegyetem, XV. évfolyam, 2005. április, 145–146. o.
- Szerkesztett kötetek, (Magyarságkutató Tudományos Társaság, Szabadka, társszerkesztő dr. Gábrity Molnár Irén)
- Anyanyelvű oktatásunk. Tanulmánykötet és címtár, 1997.
- Vajdasági útkereső. Tanulmánykötet és címtár, 1998.
- Vajdasági marasztaló. Millenniumi tanulmánykötet, 2000.
- Fészekhagyó vajdaságiak, 2001.
- Holnaplátók. Ifjúsági közérzetmérleg, 2002.
- Térfoglaló. Ifjúsági szerep- és közösségvállalás, 2003.
- Kisebbségi létjelenségek. Szórvány-  és szociolingvisztikai kutatások, 2003.
- Göncz Lajos: A vajdasági magyarság kétnyelvűsége. Nyelvpszichológiai vonatkozások, 2004.
- Mi ilyen nyelvben élünk. Nyelvszociológiai és korpuszvizsgálati tanulmányok, 2004.
- Mikes Melania – Bálizs Jutka: Játsszunk, énekeljünk magyarul Tevékenységek nem magyar anyanyelvű gyermekek részére, 2004.
- Támogatás és hasznosulás. Hatástanulmányok az anyaországi juttatásokról, 2005.
- Közérzeti barangoló. Műhelytanulmányok, 2005.
- Oktatási oknyomozó. Vajdasági kutatások, tanulmányok, 2006.
- Vajda Gábor: Remény a megfélemlítettségben. A délvidéki magyarság eszme- és irodalomtörténete  (1945-1972),  2006.
- Vajda Gábor: Az autonómia illúziója. A délvidéki magyarság eszme- és irodalomtörténete  (1972-1989), 2007.
- Kistérségi távlatok. SWOT és MACTOR-elemzés Délvidék regionális fejlesztéséhez. Szerkesztette Somogyi Sándor, Mirnics Zsuzsa. Regionális Tudományos Társaság, Szabadka, 2007.
- Regionális erőnlét. A humánerőforrás befolyása Vajdaságban, 2008.

### Szerkesztett könyvek
- Van egy jó receptem.  A Dolgozók hetilap kiadványa. Szerkesztette Mirnics Zsuzsa. Újvidék, 1981.
- Vajdasági konyha. A Dolgozók hetilap kiadványa. Szerkesztette Mirnics Zsuzsa Újvidék, 1982.
- Felvételizők kézikönyve. Szerzők: Farkas Julianna, Madarász Mária, Mirnics György, Sípos Ágnes, Sípos Berta. Szerk. Mirnics Zsuzsa. Újvidék, Jó Pajtás, 1994.
- Első meséim. A világ népeinek mese- és mondakincséből. Válogatta és ajtó alá rendezte Mirnics Zsuzsa, Zavod za uđžbenike i nastavna sredstva, Beograd, 2004. (Házi olvasmány 1.).

### Interjúk, közélet
- Mit jelent ifjúsági regényírónak lenni? Interjú a Neven-díjas Mirnics Zsuzsával és Burány Nándorral. In: Dolgozók hetilap, Újvidék, 1980. dec. 11.
- Farkas Zsuzsa: „Egyenként lőnek ki bennünket?”. Magyar Szó, Újvidék, 1993. szeptember 19.
- Kovács Nándor: A történelem közbeszól. Alc. Mirnics Károly és Zsuzsa. Hét Nap, Szabadka, 2006. február 8.
- Mirnics Zsuzsa: Merénylet a gyerekek ellen. Magyar Szó, Újvidék, 1999. november 24. Közös íróasztal.
- Mihályi Katalin: Soha el nem fogyó kenyér. Magyar Szó, Újvidék, 1999. október 19.
- Mirnics Zsuzsa – In „Boldog gyermekkort idézek” Bori Mária interjúja, Vajdasági írók vallomásai. Újvidék, Forum Könyvkiadó, 2000.
- Mirnics Zsuzsa: Feszítő élmények. Magyar Szó, Újvidék, 2011. október 17. Üveggolyó melléklet.
- m.k.: Sokszínű világ. Magyar Szó, Újvidék, 2000. március 9.
- Mihályi Katalin: Amit csak az író tud. Magyar Szó, Újvidék, 2020. február, Üveggolyó melléklet
- Mihályi Katalin: Éntörténetek írója. I. és II. Magyar Szó, Újvidék, 1910. február. Üveggolyó melléklet

## Elismerések
Neven-díj 1973, Csépe-díj, Aracs-díj        